# Списък на царете на Кирена
Това е списък на царете на Кирена.
Кирена (на старогръцки: Κυρήνη, Kyrēnē, Kyrene, Cyrene) е гръцка колония на северно африканския бряг в Североизтока на днешна Либия. Основана е от заселници от остров Тера (днес Санторини) през 7 век пр.н.е. По-късно се казва Киренайка.

## Царе на Кирена (династия Батиади) 632 пр.н.е. – 440 пр.н.е.
- Бат I 630 пр.н.е. – 600 пр.н.е.
- Аркесилай I 600 пр.н.е. – 583 пр.н.е.
- Бат II 583 пр.н.е. – 560 пр.н.е.
- Аркесилай II 560 пр.н.е. – 550 пр.н.е.
- Леарх 550 пр.н.е.
- Бат III 550 пр.н.е. – 530 пр.н.е.
- Аркесилай III 530 пр.н.е. – 515 пр.н.е.
- Бат IV 515 пр.н.е. – 465 пр.н.е.
- Аркесилай IV 465 пр.н.е. – 440 пр.н.е.

440 пр.н.е. Кирена става република.
331 пр.н.е. Александър Велики завладява страната. След неговата смърт Кирена е в царството на Птолемеите. През 276 пр.н.е. Кирена е отново самостоятелна.

## Царе на Кирена 276 пр.н.е. – 249 пр.н.е.
- Магас 276 пр.н.е. – 250 пр.н.е.
- Деметрий 250 пр.н.е. – 249 пр.н.е.

249 пр.н.е. Кирена става република, 246 пр.н.е. e отново на династията на Птолемеите.

## Царе на Кирена 163 пр.н.е. – 30 пр.н.е.
- Птолемей VIII Фискон 163 пр.н.е. – 116 пр.н.е.
- Птолемей Апион 116 пр.н.е. – 96 пр.н.е.
- република 96 пр.н.е. - 75 пр.н.е.

75 пр.н.е. Кирена става римска провинция.
Марк Антоний дава Кирена през 37 пр.н.е. обратно на Птолемеите. През 34 пр.н.е. той прави дъщеря си Клеопатра Селена, царица на Кирена. През 30 пр.н.е. Киренайка е завладяна от войските на император Август и става римска.